# Poro (Madouba)
Pour les articles homonymes, voir Poro.
Poro est une localité située dans le département de Madouba de la province de la Kossi dans la région de la Boucle du Mouhoun au Burkina Faso.